# The Pretty Reckless
The Pretty Reckless ist eine US-amerikanische Alternative-Rock-Band aus New York City. Sie wurde im Jahre 2009 von Schauspielerin und Model Taylor Momsen als The Reckless gegründet. Wegen markenrechtlicher Probleme wurde daraus The Pretty Reckless. Die Band steht bei Century Media unter Vertrag und hat bislang vier Studioalben veröffentlicht. Musikalisch setzt die Band stark auf Einflüsse des Bluesrock sowie auf klassischen Hard Rock.

## Geschichte

### Frühe Jahre (bis 2010)

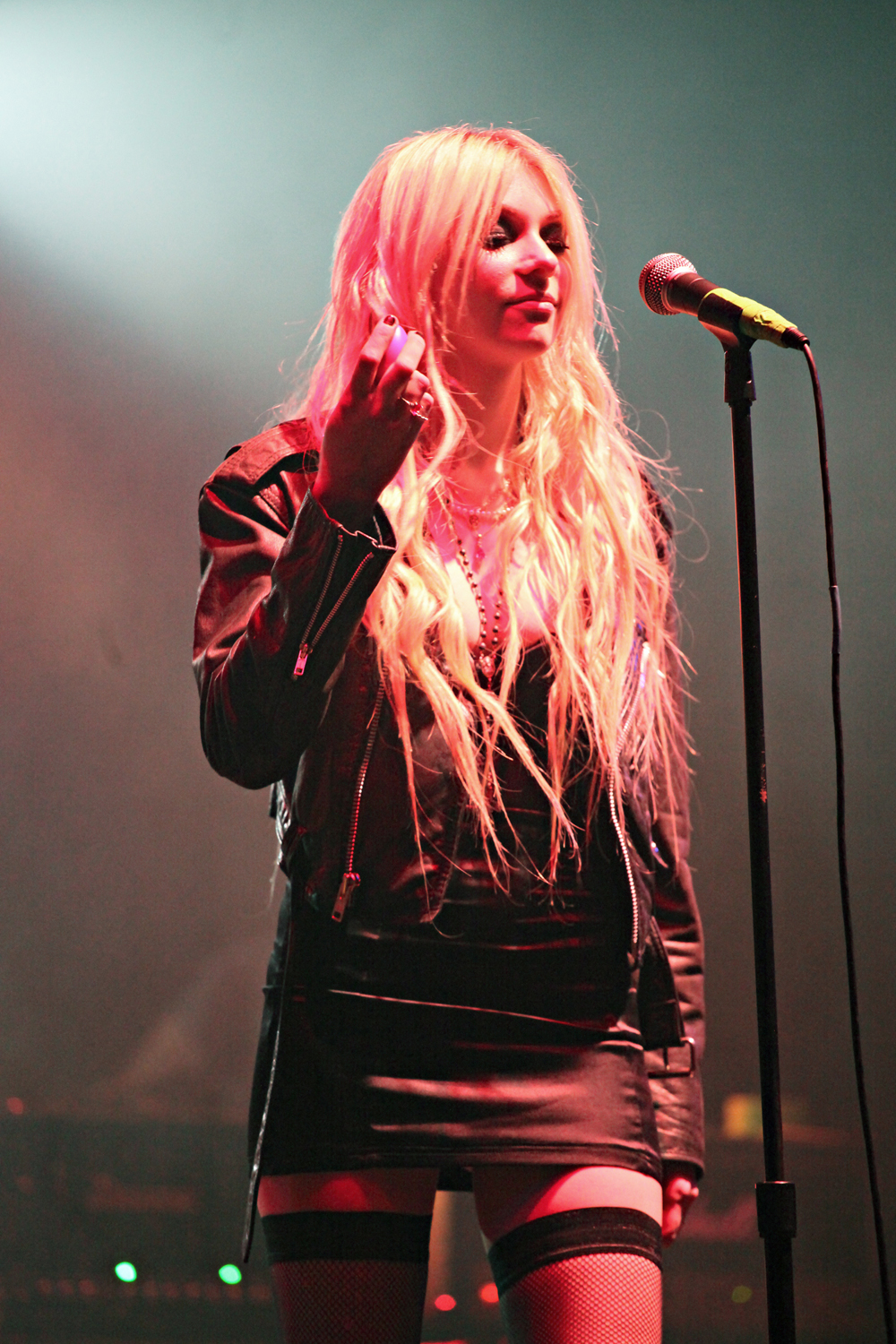
Taylor Momsen

Taylor Momsen arbeitete bereits seit 2007 mit verschiedenen Produzenten zusammen, von denen die meisten eher im Bereich der Popmusik aktiv waren. Zwei Jahre später lernte sie den Rock-Produzenten Kato Khandwala kennen, der Momsen mit dem Gitarristen Ben Philips bekannt machte. Zu dritt wurden die ersten Lieder geschrieben. Mit drei namentlich unbekannten Musikern spielten The Pretty Reckless am 5. Mai 2009 ihr erstes Konzert in New York City. Nach sieben Konzerten präsentierte die Band mit John Secolo (Gitarre), Matt Chiarelli (Bass) und Nick Carbone (Schlagzeug) drei neue Musiker, mit denen die Band als Vorgruppe der The Veronicas auf deren Nordamerikatour auftraten. Nach wenigen Monaten verließen Secolo, Chiarelli und Carbone die Band wieder.
Als Nachfolger wurden Ben Philips, Mark Damon (Bass), Jamie Perkins (Schlagzeug) präsentiert, die bereits seit Jahren in der Rockband Famous aktiv waren. Sie unterzeichneten einen Vertrag bei Interscope Records und stellten im August 2010 zwei Demoaufnahmen auf ihre MySpace-Seite. Am 30. Dezember 2009 veröffentlichte die Band das Lied „Make Me Wanna Die“. Dieser war zunächst für begrenzte Zeit auf der Interscope-Website als freier Download erhältlich, in der Folge erschien er auf dem Soundtrack zum Film Kick-Ass und wurde am 16. Mai 2010 als Single im Vereinigten Königreich veröffentlicht. Der Titel erreichte Platz 16 der britischen Singlecharts.

### Light Me Up(2010 bis 2012)

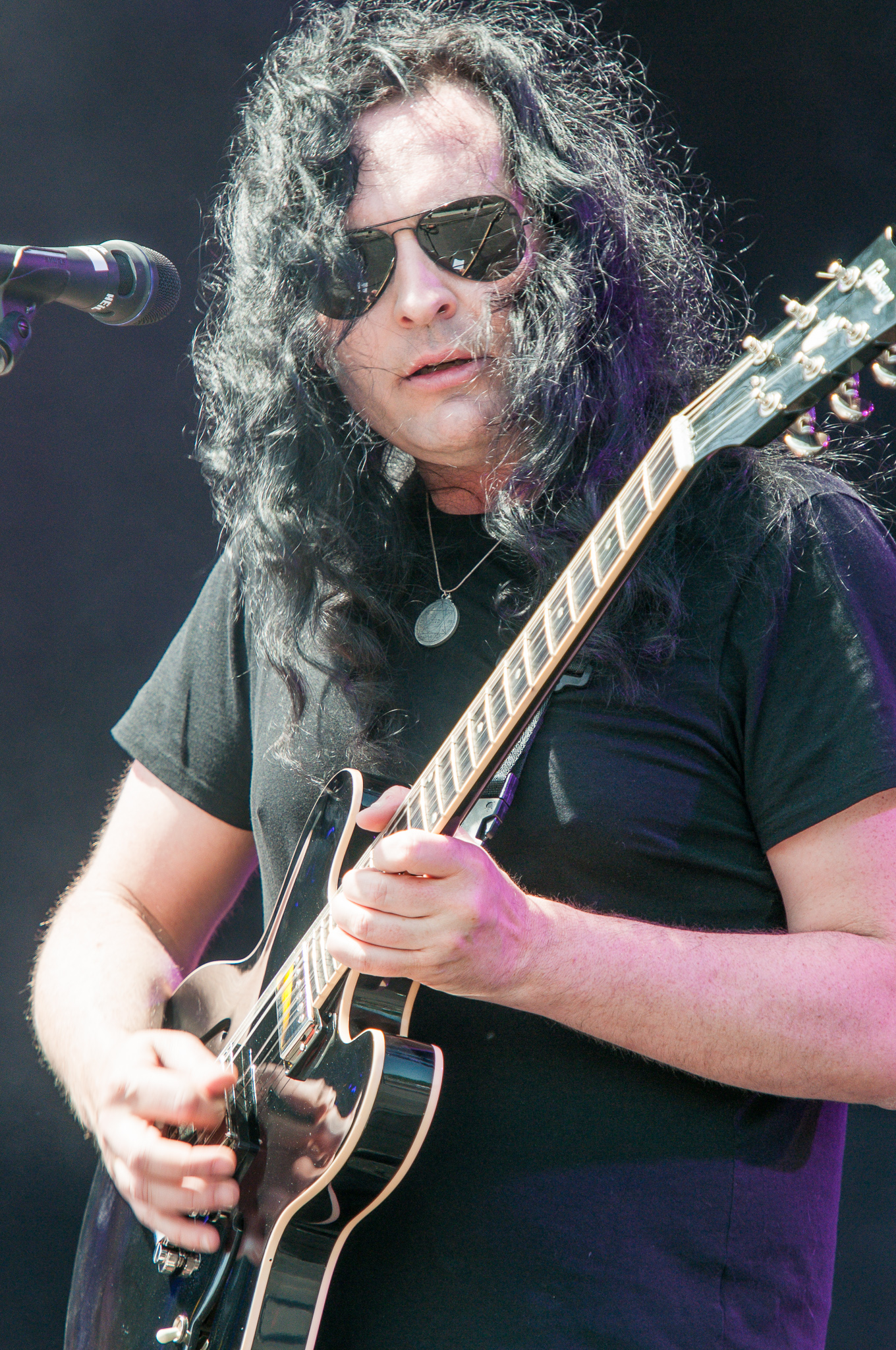
Ben Philips

The Pretty Reckless spielten die Warped Tour und veröffentlichten am 22. Juni 2010 ihre erste, selbst betitelte EP. Das Debütalbum Light Me Up erschien im August 2010 im Vereinigten Königreich und in Deutschland, in den USA erst im Februar 2011. Es erreichte Platz sechs der britischen und Platz 65 der US-amerikanischen Albumcharts. In den USA verkaufte sich Light Me Up rund 250.000 Mal. Die Band spielte bis März 2012 über 100 Konzerte, unter anderem im Vorprogramm von Evanescence und Guns N’ Roses. Darüber hinaus traten sie bei Festivals wie Rock am Ring/Rock im Park, dem Download-Festival oder dem Montreux Jazz Festival auf.
Im März 2012 veröffentlichte die Band ihre zweite EP Hit Me Like a Man, die neben drei neuen Liedern zwei Liveaufnahmen von Liedern des Albums Light Me Up enthält. Es folgte eine weitere Tournee durch Nordamerika, bei der die Band neben Headlinershows im Vorprogramm von Marilyn Manson auftrat. Weitere Konzerte in Südamerika und Asien schlossen sich an. Das bislang unveröffentlichte Lied „Only You“ wurde auf dem Soundtrack des Films Frankenweenie veröffentlicht. Die vierte Singleauskopplung des Debütalbums Kill Me wurde am Ende der letzten Episode der TV-Serie Gossip Girl verwendet, in der Taylor Momsen zur Hauptbesetzung zählte.

### Going to Hell(seit 2012)

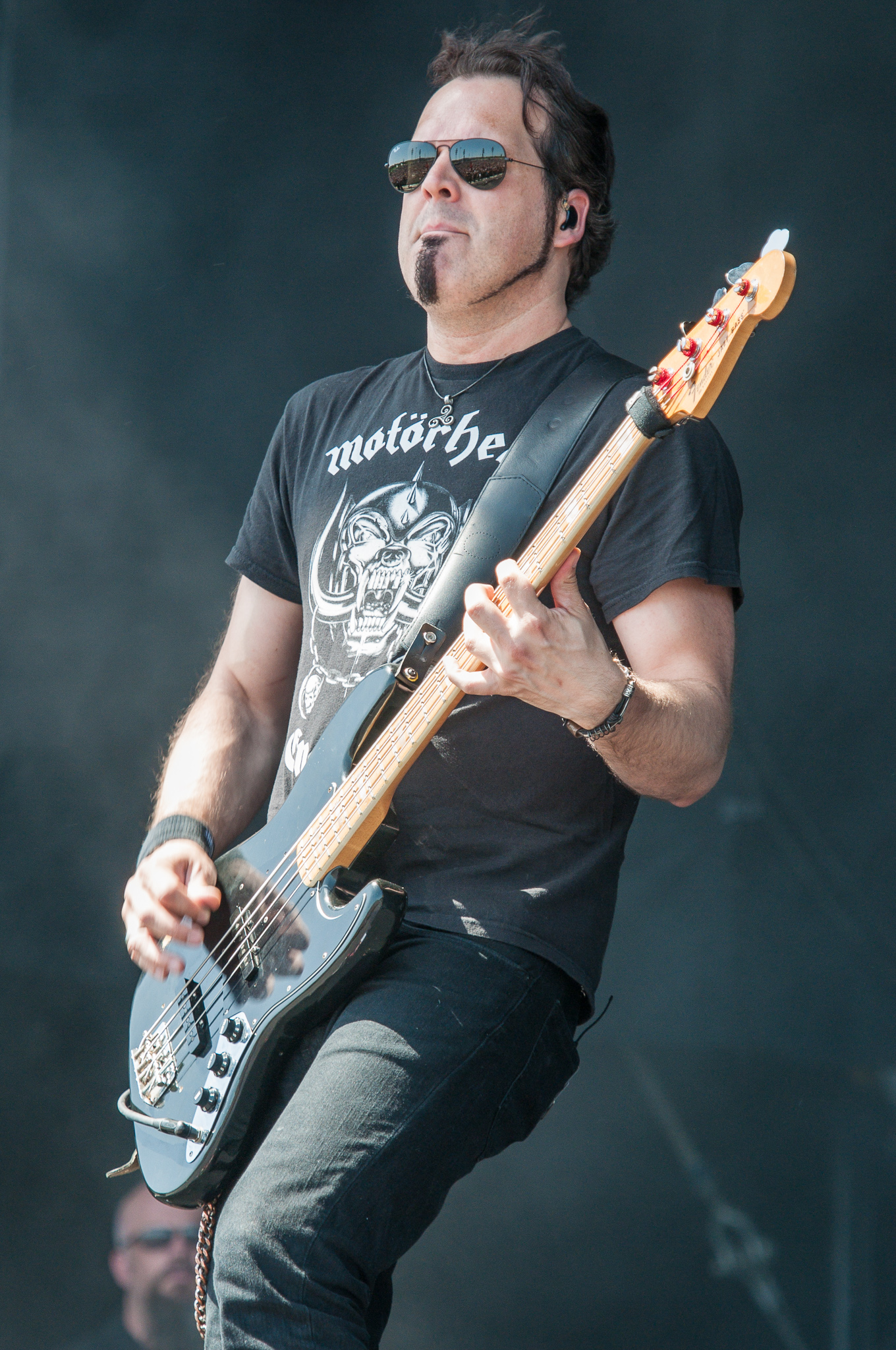
Mark Damon

Im Herbst 2012 begannen The Pretty Reckless in New Jersey mit den Aufnahmen an ihrem zweiten Studioalbum. Zwischenzeitlich trennten sie sich von Interscope Records und wechselten zum Plattenlabel Razor & Tie. Die Aufnahmen mussten unterbrochen werden, nachdem das Studio durch den Hurrikan Sandy zerstört wurde. Dabei verlor die Band einen Teil ihrer Instrumente und mussten, nachdem das Studio renoviert worden war, viele Aufnahmen wiederholen. Nach Fertigstellung des Albums ging die Band auf eine Headlinertournee durch Nordamerika.
Das Album Going to Hell wurde schließlich am 12. März 2014 veröffentlicht und erreichte Platz fünf der US-amerikanischen Albumcharts mit rund 35.000 verkauften Kopien in der ersten Woche nach der Veröffentlichung. Im Vereinigten Königreich erreichte es Platz acht und in Deutschland Platz 35. Bei den Golden God Awards des US-amerikanischen Magazins Revolver trat Sängerin Taylor Momsen zusammen mit Joan Jett und ZZ-Top-Gitarrist Billy Gibbons auf.
The Pretty Reckless spielten im März 2015 eine Europatournee im Vorprogramm von Fall Out Boy, bevor eine Nordamerikatournee im Vorprogramm von Halestorm folgte. Im Sommer 2014 spielten sie bei den Festivals Rock am Ring und Rock im Park.
Seit Ende 2015 ist bekannt, dass die Band neue Lieder schreibt.
The Pretty Reckless traten 2024 und 2025 bei den Europatourneen von AC/DC im Vorprogramm auf.

## Stil
Andrew Leahey von Allmusic beschrieb die Musik von The Pretty Reckless als Mischung aus Hard Rock und Post-Grunge und verglich die Band mit Hole oder The Runaways. Frank Thiessies vom deutschen Magazin Metal Hammer nannte die Musik auf Going to Hell als Mischung aus Neunziger-geprägtem Alternative und Classic Rock und verglich The Pretty Reckless mit den Smashing Pumpkins, Stone Temple Pilots oder The White Stripes. Taylor Momsens Gesangsstimme wird mit Lita Ford, Pink, Bif Naked oder Lzzy Hale verglichen.

## Diskografie
Studioalben

| Jahr | Titel Musiklabel                            | Höchstplatzierung, Gesamtwochen, AuszeichnungChartplatzierungen (Jahr, Titel, Musiklabel, Platzierungen, Wochen, Auszeichnungen, Anmerkungen) | Höchstplatzierung, Gesamtwochen, AuszeichnungChartplatzierungen (Jahr, Titel, Musiklabel, Platzierungen, Wochen, Auszeichnungen, Anmerkungen) | Höchstplatzierung, Gesamtwochen, AuszeichnungChartplatzierungen (Jahr, Titel, Musiklabel, Platzierungen, Wochen, Auszeichnungen, Anmerkungen) | Höchstplatzierung, Gesamtwochen, AuszeichnungChartplatzierungen (Jahr, Titel, Musiklabel, Platzierungen, Wochen, Auszeichnungen, Anmerkungen) | Höchstplatzierung, Gesamtwochen, AuszeichnungChartplatzierungen (Jahr, Titel, Musiklabel, Platzierungen, Wochen, Auszeichnungen, Anmerkungen) | Höchstplatzierung, Gesamtwochen, AuszeichnungChartplatzierungen (Jahr, Titel, Musiklabel, Platzierungen, Wochen, Auszeichnungen, Anmerkungen) | Anmerkungen                                               |
| Jahr | Titel Musiklabel                            | DE | AT | CH | UK | US | Rock | Anmerkungen                                               |
| ---- | ------------------------------------------- | --- | --- | --- | --- | --- | --- | --------------------------------------------------------- |
| 2010 | Light Me Up Interscope Records (UMG)        | — | — | — | UK6 Gold · (4 Wo.)UK | US65 (1 Wo.)US | Rock18 (1 Wo.)Rock | Erstveröffentlichung: 27. August 2010 Verkäufe: + 232.000 |
| 2014 | Going to Hell Cooking Vinyl (Indigo)        | DE35 (3 Wo.)DE | AT28 (1 Wo.)AT | CH35 (1 Wo.)CH | UK8 Silber · (6 Wo.)UK | US5 (29 Wo.)US | Rock2 (40 Wo.)Rock | Erstveröffentlichung: 12. März 2014 Verkäufe: + 325.000   |
| 2016 | Who You Selling For Razor & Tie (Sony)      | DE38 (1 Wo.)DE | AT42 (1 Wo.)AT | CH45 (1 Wo.)CH | UK23 (1 Wo.)UK | US13 (2 Wo.)US | Rock4 (8 Wo.)Rock | Erstveröffentlichung: 21. Oktober 2016 Verkäufe: + 4.157  |
| 2021 | Death by Rock and Roll Century Media (Sony) | DE5 (4 Wo.)DE | AT6 (2 Wo.)AT | CH4 (4 Wo.)CH | UK6 (1 Wo.)UK | US28 (1 Wo.)US | Rock3 (2 Wo.)Rock | Erstveröffentlichung: 12. Februar 2021 Verkäufe: + 66.000 |